# Siparuna piloso-lepidota
Siparuna piloso-lepidota là một loài thực vật thuộc họ Monimiaceae. Đây là loài đặc hữu của Ecuador.